# Tetraplatia chuni
Tetraplatia chuni är en manetart som beskrevs av Oscar Henrik Carlgren 1909. Tetraplatia chuni ingår i släktet Tetraplatia och familjen Tetraplatidae. Inga underarter finns listade i Catalogue of Life.